# Lecane simonneae
Lecane simonneae är en hjuldjursart som beskrevs av Segers 1993. Lecane simonneae ingår i släktet Lecane och familjen Lecanidae. Inga underarter finns listade i Catalogue of Life.